# Tridrepana
Tridrepana är ett släkte av fjärilar. Tridrepana ingår i familjen sikelvingar.

## Bildgalleri

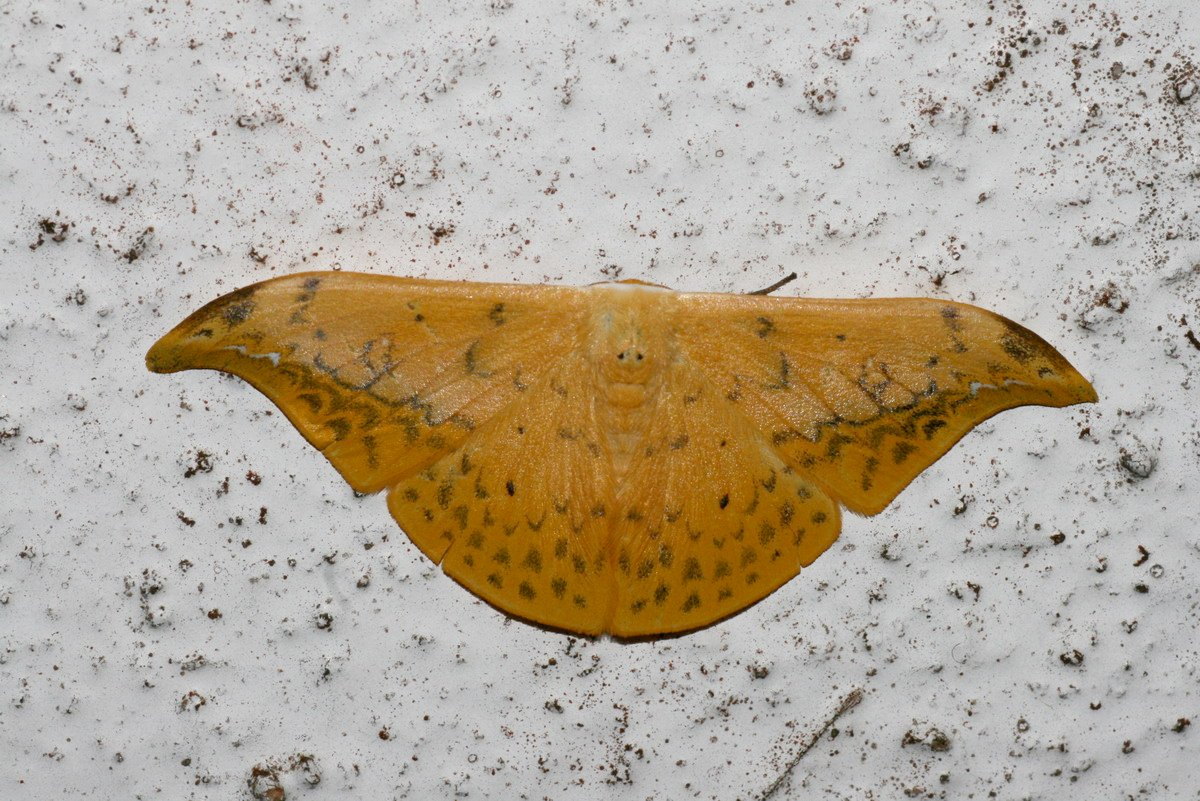

## Dottertaxa tillTridrepana, i alfabetisk ordning[1]
- Tridrepana acuta
- Tridrepana adelpha
- Tridrepana aequinota
- Tridrepana albonotata
- Tridrepana angusta
- Tridrepana argentistriga
- Tridrepana arikana
- Tridrepana astralaina
- Tridrepana aurorina
- Tridrepana brevilinea
- Tridrepana brevis
- Tridrepana brunneilinea
- Tridrepana celebensis
- Tridrepana celebica
- Tridrepana cervina
- Tridrepana clinala
- Tridrepana contracta
- Tridrepana crocata
- Tridrepana crocea
- Tridrepana diluta
- Tridrepana elegans
- Tridrepana emina
- Tridrepana examplata
- Tridrepana falcipennis
- Tridrepana fasciata
- Tridrepana ferrea
- Tridrepana finita
- Tridrepana flava
- Tridrepana fulva
- Tridrepana fulvata
- Tridrepana glaciata
- Tridrepana hainana
- Tridrepana hypha
- Tridrepana indica
- Tridrepana leva
- Tridrepana lunulata
- Tridrepana maculosa
- Tridrepana marginata
- Tridrepana mediata
- Tridrepana melliflua
- Tridrepana microcrocea
- Tridrepana nitidior
- Tridrepana obliquitaenia
- Tridrepana obscura
- Tridrepana ochrea
- Tridrepana olivacea
- Tridrepana pervasata
- Tridrepana postica
- Tridrepana prolata
- Tridrepana rectifasciata
- Tridrepana rotunda
- Tridrepana rubromarginata
- Tridrepana sadana
- Tridrepana semirufa
- Tridrepana septempunctata
- Tridrepana sera
- Tridrepana sigma
- Tridrepana sinica
- Tridrepana spatulata
- Tridrepana subtusmaculata
- Tridrepana suffusa
- Tridrepana thermopasta
- Tridrepana trialba
- Tridrepana tristigma
- Tridrepana unispina
- Tridrepana unita
- Tridrepana xanthoptera